# Chirbat Arif
Chirbat Arif (arab. خربة عارف) – wieś w Syrii, w muhafazie Hama. W 2004 roku liczyła 627 mieszkańców.